# Kanton Saint-Leu-la-Forêt
Kanton Saint-Leu-la-Forêt is een voormalig kanton van het Franse departement Val-d'Oise. Kanton Saint-Leu-la-Forêt maakte deel uit van het arrondissement Pontoise en telde 24.321 inwoners (1999). Het werd opgeheven bij decreet van 17 februari 2014 met uitwerking in maart 2015.

## Gemeenten
Het kanton Saint-Leu-la-Forêt omvatte de volgende gemeenten:
- Montlignon
- Saint-Leu-la-Forêt (hoofdplaats)
- Saint-Prix